# Meermandel
Die Meermandel, auch Gemeine Samtmuschel, (Glycymeris glycymeris) ist eine im Meer lebende Muschel-Art aus der Ordnung der Arcida.

## Merkmale
Das gleichklappige, fast gleichseitige, mäßig geblähte Gehäuse ist im Umriss annähernd rund; der Hinterrand ist bei manchen Exemplaren auch etwas abgestutzt. Sie erreicht eine maximale Gehäuselänge von 9 cm, bei etwa gleicher Gehäusehöhe und einer Dicke, die etwa zwei Drittel von Gehäuselänge und -höhe aufweist. Der obere Schlossrand ist gerade, der untere leicht gebogen. Er weist zwei Serien von kurzen Zähnchen auf, die von einem schmalen Bereich ohne Zähnchen voneinander getrennt sind. In jeder Serie stehen bis zu 12 Zähnchen, die jeweils innen am größten sind und nach außen kleiner werden. Sie sind leicht gewinkelt oder gebogen, Winkel oder Bogen zeigen nach innen. Der Mantelrand ist ganzrandig (integripalliat), und die beiden Schließmuskeln sind etwa gleich groß, im Umriss annähernd quadratisch mit gerundeten Ecken. Der Mantelrand ist mit zahlreichen „Facettenaugen“ besetzt, die der Muschel erlauben, Hell/Dunkel und Bewegungen zu registrieren.
Die Schale ist relativ dick, und die Oberfläche ist von einem samtigen, dunkelbraunen Periostracum bedeckt, das jedoch meist abgerieben und nur noch als Band an den Gehäuserändern erhalten ist. Unter dem Periostracum kommt die weiße bis hellbraune oder leicht rötliche Grundfarbe zum Vorschein, in die randparallele, mehr oder weniger breite, rötlichbraune, gewellte oder ausgefranste Bänder, auch in Zickzackform eingelagert sein können. Sie kann aber auch nahezu einfarbig sein. Die Oberfläche ist mit mehr oder weniger deutlichen randparallelen groben Anwachsstreifen ornamentiert. Diese werden von schwachen radialen Rippen gekreuzt und bilden so ein netzartiges Muster. Der innere Gehäuserand weist ca. 50 Zähnchen auf.
Rechte und linke Klappe des gleichen Tieres:

Rechte Klappe
Linke Klappe

## Geographische Verbreitung und Lebensraum
Man findet die Meermandel im Nordostatlantik von Norwegen bis Marokko sowie im Mittelmeer und in der Nordsee. Die Art kommt auch in den Gewässern um Madeira und den Kanarischen Inseln vor, und sie dringt auch in die westliche Ostsee vor.
Die Meermandel lebt flach eingegraben in sandigen bis schlammig-sandigen Böden in Tiefen bis zu 100 Metern, selten auch tiefer. Das Maximum der Verbreitung liegt in etwa 20 m bis 50 m; in diesem Tiefenbereich kommen sie oft in großer Zahl vor. Einzelklappen findet man daher oft massenhaft in den Spülsäumen der Küsten.
Sie ernährt sich von Phytoplankton, das sie mit ihren Kiemen aus dem Wasser herausfiltriert. Die Geschlechter sind getrennt. Die Weibchen produzieren an der Küste der Bretagne etwa im April/Mai und im September/Oktober (aber nicht in jedem Jahr!) relativ wenige, dotterreiche Eier, die ins freie Wasser abgegeben und dort befruchtet werden. Daraus entwickelt sich eine Veliger-Larve, die metamorphosiert und zum Bodenleben übergeht.
Die Meermandel wird durchschnittlich 25 Jahre alt. Einzelne Exemplare können jedoch über 100 Jahre alt werden.

## Taxonomie
Die Art wurde 1758 unter dem Namen Arca glycymeris von Carl von Linné erstmals wissenschaftlich beschrieben. Sie ist die typische Art der Gattung Glycymeris da Costa, 1778. Die große Variabilität in der Färbung und auch in der Gehäuseform führte zu einer ganzen Reihe von Synonymen: Arca minima Turton, 1819, Glycymeris orbicularis da Costa, 1778, Glycymeris wagenwoorti Lacourt, 1977, Pectunculus dautzenbergi de Gregorio, 1892, Pectunculus glycymeris var. bavayi Bucquoy, Dautzenberg & Dollfus, 1891, Pectunculus glycymeris var. globosa Jeffreys, 1869, Pectunculus glycymeris var. lineolata Dautzenberg, 1893, Pectunculus glycymeris var. obscura Bucquoy, Dautzenberg & Dollfus, 1891, Pectunculus glycymeris var. typica Monterosato, 1892, Pectunculus glycymeris var. zigzag Dautzenberg, 1893, Pectunculus marmoratus Lamarck, 1819 und Pectunculus punctatus Calcara, 1840.

## Die Meermandel als Meeresfrucht
Die Meermandel wird in kleineren Mengen vor allem als Beifang zur Festen Trogmuschel (Spisula solida) gefischt und vor allem in Frankreich (als „Amande de Mer“) und in Portugal gegessen. Da das Fleisch nach dem Kochen recht zäh wird (daher rührt auch der im Englischen etwas abwertend gemeinte Name „dog cockle“ = nur zum Verfüttern an Hunde geeignet) werden die Muscheln durch Einlegen (3 Stunden bei 20°) in eine Marinade von Kochsalz und Natriumtripolyphosphat aufbereitet und anschließend entweder mit einer Sauce roh gegessen oder gekocht. Das Fleisch bleibt nach dieser Behandlung zart.

## Belege

### Online
- Marine Bivalve Shells of the British Isles: Glycymeris glycymeris (Linnaeus, 1758) (Website des National Museum Wales, Department of Natural Sciences, Cardiff)